# Matroska
Matroska és un format contenedor de codi obert, un arxiu informàtic que pot contindre una quantitat molt gran de vídeo, audio, imatge o pistes de subtítols dins d'un sol arxiu. La seva finalitat és la de servir com a format d'emmagatzematge universal de continguts audiovisuals i multimedia, com pel·lícules o programes de televisió, videojocs, imatges i textos. No és un codec de video com H.264/MPEG-4 AVC o Theora, sinó que sols un contenidor similar a AVI o a MP4 que permet reproduir l'arxiu tant en ordinadors com en altres dispositius amb la suficient potencia de processament.
"Matroska" és un derivat de matryoshka (Rus: матрёшка [mɐˈtrʲɵʂkə]), la paraula Russa per a les nines de fusta que s'obren i contenen una nina més petita i així successivament.

## Història
El projecte va ser anunciat el 7 de desembre de 2002, com a bifurcació del Contenidor de Format Audiovisual (MCF, les sigles en anglès), després dels desacords entre el desenvolupador principal Lasse Karkkainen i el que seria, immediatament després, fundador de Matroska, Steve Lhomme, sobre l'ús del Meta Llenguatge Binari Extensible (EBML, les sigles en anglés) en comptes d'un altre format binari. Aquest període va coincidir amb una llarga pausa a la programació del MCF pel seu desenvolupador principal, cosa que va provocar que part de la comunitat migres ràpidament cap aquest nou projecte.
Al 2010, es va anunciar que el seu format de audio/video "WebM" es basaría en Matroska conjuntament amb el vídeo VP8 i l'audio Vorbis.
El 31 d'octubre de 2014, Microsoft va confirmar que Windows 10 donaria suport a HEVC i Matroska, d'acord amb un comunicat de Gabriel Aul, cap de "Microsoft Operating Systems Group's Data and Fundamentals Team".